# Coupe d'Italie de football 2013-2014
Navigation
Coupe d'Italie 2012-2013 Coupe d'Italie 2014-2015
La Coupe d'Italie de football 2013-2014 est la 67e édition de la Coupe d'Italie, la compétition commence le 3 août 2013 et se termine le 3 mai 2014, date de la finale qui se disputera au stade olympique de Rome. Comme l'édition précédente, 78 clubs participent au tournoi.
Le club vainqueur de la Coupe obtient un ticket pour la phase de groupe de la Ligue Europa 2014-2015.

## Déroulement de la compétition
Le système est le même que celui utilisé les années précédentes : 
Première phase :
- 1er tour : entrés en liste de 36 clubs évoluant en Serie D, Ligue Pro 1 et Ligue Pro 2.
- 2e tour : les 18 vainqueurs du premier tour sont rejoints par les 22 clubs de Serie B.
- 3e tour : les 20 vainqueurs du deuxième tour sont rejoints par 12 clubs de Serie A.
- 4e tour : les 16 clubs restants s'affrontent.

Deuxième phase :
- Huitièmes de finale : les 8 clubs restants sont rejoints par les 8 derniers clubs restants de Serie A.
- Quarts de finale : se jouent en une seule rencontre.
- Demi-finales : se jouent en deux rencontres (aller et retour).
- Finale : se joue en une seule rencontre au stade olympique de Rome.

## Calendrier
| Nom                 | Date aller        | Date retour       | Équipes participantes | Équipes restantes |
| ------------------- | ----------------- | ----------------- | --------------------- | ----------------- |
| Première phase      |                   |                   |                       |                   |
| 1er tour            | 3-4-6 août 2013   | 3-4-6 août 2013   | 36                    | 18                |
| 2e tour             | 10-11 août 2013   | 10-11 août 2013   | 40                    | 20                |
| 3e tour             | 17-18 août 2013   | 17-18 août 2013   | 32                    | 16                |
| 4e tour             | 4-5 décembre 2013 | 4-5 décembre 2013 | 16                    | 8                 |
| Deuxième phase      |                   |                   |                       |                   |
| Huitièmes de finale | 9 janvier 2014    | 9 janvier 2014    | 16                    | 8                 |
| Quarts de finale    | 22 janvier 2014   | 22 janvier 2014   | 8                     | 4                 |
| Demi-finale         | 5 février 2014    | 12 février 2014   | 4                     | 2                 |
| Finale              | 3 mai 2014        | 3 mai 2014        | 2                     | 1                 |

## Résultats

### Premier tour
| Division         | Club                      | Score               | Club                    | Division         |
| ---------------- | ------------------------- | ------------------- | ----------------------- | ---------------- |
| Lega Pro 1D (D3) | ASG Nocerina              | 0 - 2               | Pordenone Calcio        | Serie D (D5)     |
| Lega Pro 1D (D3) | Paganese Calcio 1926      | 0 - 0 a.p., 3-4 tab | Aurora Pro Patria 1919  | Lega Pro 1D (D3) |
| Lega Pro 1D (D3) | AC Pérouse Calcio         | 0 - 1 a.p.          | Savone FBC              | Lega Pro 1D (D3) |
| Lega Pro 1D (D3) | UC AlbinoLeffe            | 4 - 1               | FC Turris Neapolis 1944 | Serie D (D5)     |
| Lega Pro 1D (D3) | Virtus Entella            | 5 - 2               | ASD Gualdo Casacastalda | Serie D (D5)     |
| Lega Pro 1D (D3) | FC Südtirol               | 2 - 0               | ASD Matera Calcio       | Serie D (D5)     |
| Lega Pro 1D (D3) | US Salernitana 1919       | 0 - 3               | SS Teramo Calcio        | Lega Pro 2D (D4) |
| Lega Pro 1D (D3) | AC Pise 1909              | 1 - 0               | Termoli Calcio 1920     | Serie D (D5)     |
| Lega Pro 1D (D3) | Bénévent Calcio           | 4 - 0               | US Città di Pontedera   | Lega Pro 1D (D3) |
| Lega Pro 1D (D3) | US Cremonese              | 3 - 0               | FC Esperia Viareggio    | Lega Pro 1D (D3) |
| Lega Pro 1D (D3) | Frosinone Calcio          | 1 - 0               | L'Aquila Calcio 1927    | Lega Pro 1D (D3) |
| Lega Pro 1D (D3) | FC Pro Vercelli 1892      | 0 - 1               | AC Monza Brianza 1912   | Lega Pro 2D (D4) |
| Serie D (D5)     | AC Ponte San Pietro-Isola | 2 - 0               | Ascoli Calcio 1898      | Lega Pro 1D (D3) |
| Lega Pro 1D (D3) | US Lecce                  | 3 - 0               | Santhià Calcio          | Serie D (D5)     |
| Lega Pro 1D (D3) | AS Gubbio 1910            | 3 - 0               | AC Savoia 1908          | Serie D (D5)     |
| Lega Pro 1D (D3) | Vicence Calcio            | 3 - 1               | Feralpisalò             | Lega Pro 1D (D3) |
| Lega Pro 1D (D3) | AC Lumezzane              | 3 - 0               | SSD Massese Calcio      | Serie D (D5)     |
| Lega Pro 1D (D3) | US Grosseto FC            | 2 - 2 a.p., 6-5 tab | FBC Unione Venise       | Lega Pro 1D (D3) |

### Deuxième tour
| Division     | Club                    | Score               | Club                      | Division         |
| ------------ | ----------------------- | ------------------- | ------------------------- | ---------------- |
| Serie B (D2) | Delfino Pescara 1936    | 1 - 0               | Pordenone Calcio          | Serie D (D5)     |
| Serie B (D2) | Spezia Calcio           | 4 - 2 a.p.          | Aurora Pro Patria 1919    | Lega Pro 1D (D3) |
| Serie B (D2) | AS Cittadella           | 1 - 0               | Savone FBC                | Lega Pro 1D (D3) |
| Serie B (D2) | Trapani Calcio          | 3 - 0               | UC AlbinoLeffe            | Lega Pro 1D (D3) |
| Serie B (D2) | Calcio Padoue           | 2 - 1               | Virtus Entella            | Lega Pro 1D (D3) |
| Serie B (D2) | Empoli FC               | 5 - 1               | FC Südtirol               | Lega Pro 1D (D3) |
| Serie B (D2) | Reggina Calcio          | 1 - 0               | Carpi FC 1909             | Serie B (D2)     |
| Serie B (D2) | FC Crotone              | 2 - 0               | US Latina Calcio          | Serie B (D2)     |
| Serie B (D2) | Brescia Calcio          | 3 - 1               | SS Teramo Calcio          | Lega Pro 2D (D4) |
| Serie B (D2) | AC Sienne               | 4 - 1               | AC Pise 1909              | Lega Pro 1D (D3) |
| Serie B (D2) | SS Virtus Lanciano 1924 | 0 - 2               | Bénévent Calcio           | Lega Pro 1D (D3) |
| Serie B (D2) | US Città di Palerme     | 2 - 1               | US Cremonese              | Lega Pro 1D (D3) |
| Serie B (D2) | Modène FC               | 0 - 1               | Frosinone Calcio          | Lega Pro 1D (D3) |
| Serie B (D2) | AS Avellino 1912        | 1 - 0               | AC Monza Brianza 1912     | Lega Pro 2D (D4) |
| Serie B (D2) | AC Cesena               | 4 - 1               | AC Ponte San Pietro-Isola | Serie D (D5)     |
| Serie B (D2) | Ternana Calcio          | 2 - 4 a.p.          | US Lecce                  | Lega Pro 1D (D3) |
| Serie B (D2) | SS Juve Stabia          | 3 - 0               | AS Gubbio 1910            | Lega Pro 1D (D3) |
| Serie B (D2) | AS Varèse 1910          | 1 - 0               | Vicence Calcio            | Lega Pro 1D (D3) |
| Serie B (D2) | AS Bari                 | 1 - 1 a.p., 4-3 tab | AC Lumezzane              | Lega Pro 1D (D3) |
| Serie B (D2) | Novare Calcio           | 3 - 0               | US Grosseto FC            | Lega Pro 1D (D3) |

### Troisième tour
| Division     | Club                | Score               | Club                 | Division         |
| ------------ | ------------------- | ------------------- | -------------------- | ---------------- |
| Serie A (D1) | Torino FC           | 1 - 2               | Delfino Pescara 1936 | Serie B (D2)     |
| Serie B (D2) | Spezia Calcio       | 2 - 2 a.p., 3-2 tab | Genoa CFC            | Serie A (D1)     |
| Serie A (D1) | FC Inter Milan      | 4 - 0               | AS Cittadella        | Serie B (D2)     |
| Serie B (D2) | Trapani Calcio      | 1 - 0               | Calcio Padoue        | Serie B (D2)     |
| Serie A (D1) | AC Chievo Vérone    | 2 - 0               | Empoli FC            | Serie B (D2)     |
| Serie B (D2) | Reggina Calcio      | 1 - 0               | FC Crotone           | Serie B (D2)     |
| Serie A (D1) | Bologne FC 1909     | 1 - 0               | Brescia Calcio       | Serie B (D2)     |
| Serie A (D1) | AS Livourne Calcio  | 0 - 1               | AC Sienne            | Serie B (D2)     |
| Serie A (D1) | UC Sampdoria        | 2 - 0               | Bénévent Calcio      | Lega Pro 1D (D3) |
| Serie B (D2) | US Città di Palerme | 0 - 1               | Hellas Vérone FC     | Serie A (D1)     |
| Serie A (D1) | Cagliari Calcio     | 1 - 2 a.p.          | Frosinone Calcio     | Lega Pro 1D (D3) |
| Serie B (D2) | AS Avellino 1912    | 1 - 0               | AC Cesena            | Serie B (D2)     |
| Serie A (D1) | Parme FC            | 4 - 0               | US Lecce             | Lega Pro 1D (D3) |
| Serie B (D2) | SS Juve Stabia      | 1 - 1 a.p., 3-4 tab | AS Varèse 1910       | Serie B (D2)     |
| Serie A (D1) | Atalanta BC         | 3 - 0               | AS Bari              | Serie B (D2)     |
| Serie B (D2) | Novare Calcio       | 1 - 3 a.p.          | US Sassuolo Calcio   | Serie A (D1)     |

### Quatrième tour
| Division     | Club             | Score      | Club                 | Division         |
| ------------ | ---------------- | ---------- | -------------------- | ---------------- |
| Serie B (D2) | Spezia Calcio    | 3 - 0      | Delfino Pescara 1936 | Serie B (D2)     |
| Serie A (D1) | FC Inter Milan   | 3 - 2      | Trapani Calcio       | Serie B (D2)     |
| Serie A (D1) | AC Chievo Vérone | 4 - 1      | Reggina Calcio       | Serie B (D2)     |
| Serie A (D1) | Bologne FC 1909  | 1 - 2 a.p. | AC Sienne            | Serie B (D2)     |
| Serie A (D1) | UC Sampdoria     | 4 - 1      | Hellas Vérone FC     | Serie A (D1)     |
| Serie B (D2) | AS Avellino 1912 | 2 - 1      | Frosinone Calcio     | Lega Pro 1D (D3) |
| Serie A (D1) | Parme FC         | 4 - 1      | AS Varèse 1910       | Serie B (D2)     |
| Serie A (D1) | Atalanta BC      | 2 - 0      | US Sassuolo Calcio   | Serie A (D1)     |

### Huitièmes de finale
Les matchs des huitièmes de finale se déroulent le 9 janvier 2014.
| Division     | Club           | Score | Club             | Division     |
| ------------ | -------------- | ----- | ---------------- | ------------ |
| Serie A (D1) | AC Milan       | 3 - 1 | Spezia Calcio    | Serie B (D2) |
| Serie A (D1) | Udinese Calcio | 1 - 0 | FC Inter Milan   | Serie A (D1) |
| Serie A (D1) | ACF Fiorentina | 2 - 0 | AC Chievo Vérone | Serie A (D1) |
| Serie A (D1) | Calcio Catane  | 1 - 4 | AC Sienne        | Serie B (D2) |
| Serie A (D1) | AS Rome        | 1 - 0 | UC Sampdoria     | Serie A (D1) |
| Serie A (D1) | Juventus FC    | 3 - 1 | AS Avellino 1912 | Serie B (D2) |
| Serie A (D1) | SS Lazio       | 2 - 1 | Parme FC         | Serie A (D1) |
| Serie A (D1) | SSC Naples     | 3 - 1 | Atalanta BC      | Serie A (D1) |

### Quarts de finale
Les matchs des quarts de finale se déroulent entre le 21 et le 29 janvier 2014.
| Division     | Club           | Score | Club           | Division     |
| ------------ | -------------- | ----- | -------------- | ------------ |
| Serie A (D1) | AC Milan       | 1 - 2 | Udinese Calcio | Serie A (D1) |
| Serie A (D1) | ACF Fiorentina | 2 - 1 | AC Sienne      | Serie B (D2) |
| Serie A (D1) | AS Rome        | 1 - 0 | Juventus FC    | Serie A (D1) |
| Serie A (D1) | SSC Naples     | 1 - 0 | SS Lazio       | Serie A (D1) |

### Demi-finales
Les matchs aller des demi-finales se jouent les 4 et 5 février 2014, les matchs retour se jouent les 11 et 12 février 2014.
| Division     | Club           | Aller | Total | Retour | Club           | Division     |
| ------------ | -------------- | ----- | ----- | ------ | -------------- | ------------ |
| Serie A (D1) | Udinese Calcio | 2 - 1 | 2 - 3 | 0 - 2  | ACF Fiorentina | Serie A (D1) |
| Serie A (D1) | AS Rome        | 3 - 2 | 3 - 5 | 0 - 3  | SSC Naples     | Serie A (D1) |

### Finale
La finale se joue le 3 mai 2014 au Stadio Olimpico de Rome.
| 3 mai 2014 | AC Fiorentina          | 1 - 3   | SSC Naples                                    | Stadio Olimpico, Rome      |                            |
|            | Juan Manuel Vargas 28e | (1 - 2) | 11e 17e Lorenzo Insigne · 90+2e Dries Mertens | Arbitrage : Daniele Orsato | Arbitrage : Daniele Orsato |
|            | Rapport                |         |                                               | Arbitrage : Daniele Orsato | Arbitrage : Daniele Orsato |